# Eugenia Rico
María Eugenia Álvarez Rico (Oviedo, 11 febbraio 1972) è una scrittrice spagnola.

## Biografia
Pubblica il suo primo racconto a undici anni. A venti, fonda la rivista Multiversidad per animare la vita culturale dell'Università all'interno della quale tiene a battesimo il Movimento della Poesia Atlantica. Studia Diritto e Relazioni Internazionali e si specializza in Diritti Umani, carriera che abbandona poco dopo per la letteratura. Viaggia per tutto il mondo fino all'irruzione del suo primo romanzo Los amantes tristes con il quale inizia la trilogia Eros e Kafka. Questo romanzo le frutta il favore unanime della critica.
La muerte blanca vince il Premio Azorin 2002. Con La Edad Secreta (finalista del Premio Primavera 2004) conclude la sua trilogia sulle passioni. Los amantes tristes rappresenta l'amicizia, La muerte blanca l'amore fraterno e La edad secreta l'amore carnale. Nel 2005 pubblica un reportage-saggio sull'India intitolato En el pais de las vacas sin ojos con il quale si aggiudica il Premio Espiritualidad. El otoño alemán è Premio Ateneo di Siviglia per il Romanzo nel 2006 ed è il primo romanzo del suo ciclo sui quattro elementi. Eugenia Rico collabora con la Revista de Occidente, con El País ed El Mundo. Uno dei suoi articoli ha vinto il Premio Periodístico UNICEF-Comité Español.